# Scario
Scario is een plaats (frazione) in de Italiaanse gemeente San Giovanni a Piro.